# コントラスト88
『コントラスト88』（コントラスト エイティエイト）は、川崎宙による日本の漫画。『ジャンプスクエア』（集英社）2016年1月号から同年12月号まで連載された。

## ストーリー
幼いころから一緒にピアノを学んできた二つ違いの姉弟、黒乃と白郎。彼らは天才ピアニスト。子供の頃、2人はピアノを弾くと曲のイメージにあった「お化け」が見えた。互いに切磋琢磨しながら高校生になった2人。白郎は「お化け」が見えなくなっていた。

## 登場人物

### メインキャラクター
和田 白郎（わだ しろう）
本作の主人公。私立岩代音楽大学付属高等学校ピアノ科の1年。
和田 黒乃（わだ くろの）
本作のもう1人の主人公。私立岩代音楽大学付属高等学校ピアノ科の3年。

### サブキャラクター
徳丸 光也（とくまる みつなり）
白郎と黒乃の師匠。
ルイ・フラット
クラシックピアノ界の未来を担う若手人気ピアニスト。

## 書誌情報
- 川崎宙 『コントラスト88』 集英社〈ジャンプ・コミックス〉、全3巻
  1. 2016年4月9日発行（4月4日発売[集 1]）、ISBN 978-4-08-880703-4
  2. 2016年8月9日発行（8月4日発売[集 2]）、ISBN 978-4-08-880761-4
  3. 2016年12月31日発行（12月31日発売[集 3]）、ISBN 978-4-08-880879-6